# Ben M'Sick (arrondissement)
 (décembre 2018).
Si vous disposez d'ouvrages ou d'articles de référence ou si vous connaissez des sites web de qualité traitant du thème abordé ici, merci de compléter l'article en donnant les références utiles à sa vérifiabilité et en les liant à la section « Notes et références ».
Ben M'Sick (en arabe : بن ميسيك), est un des 16 arrondissement de la ville de Casablanca (Maroc) . Il fait partie de la préfecture d'arrondissements de Ben M'sick.
Le Président de cet arrondissement est Mohamed Joudar (UC).

## Bureau du conseil
Le bureau est composé des Vice-Présidents qui sont élus par le Conseil d’arrondissement.
Le Président délègue aux Vice-Présidents une partie de ses fonctions.
| Mohammed Joudar       | Président de l'arrondissement |
| --------------------- | ----------------------------- |
| Azzedine Gourrame     | 1er vice Président            |
| Bouazza El Asbat      | 2ème vice Président           |
| Omar Khoubaizi        | 3ème vice Président           |
| Rabiaa Rouchd         | 4ème vice Président           |
| Bousslam Oussoussou   | 5ème vice Président           |
| Charaf Eddine Ijdaire | Secrétaire du conseil         |
| Abderrahim Machhoum   | Vice secrétaire du conseil    |